# ウィリアムズ・エレクトリック・トレインズ
ウィリアムズ・エレクトリック・トレインズ (Williams Electric Trains)は、アメリカ合衆国のメリーランド州コロンビアを拠点とする鉄道玩具と鉄道模型のメーカーである。ケーダー社とは競争出来ないのでウィリアムズは2007年10月にケーダー社を経由して彼らの子会社であるバックマンに売却され、現在では"Williams by Bachmann"として認識される。
1971年、ジェリー・ウィリアムズ(Jerry Williams)によってライオネル社とアイビス・マニュファクチャアリング社の標準軌の旧製品の再生産を行う会社として設立された。
1969年にオリジナルのライオネルからゼネラル・ミル社に権利と社名が売却された後、ウィリアムズはいくつかの元の生産設備を購入した。1980年代にウィリアムズは生産設備を1950年代以来、ライオネルの競争相手だったKusanから生産設備を購入して取扱品目をOスケールに移行した。ウィリアムズは最終的には後にMTH・エレクトリック・トレインズになった会社に古いライオネルの生産設備を売却してブリキ製品の販売を終了した。
それにも拘らず現在、ウィリアムズは1950年代のライオネルの生産設備で再生産しているとしばしば考えられるが、ウィリアムズは時々1950年代の製造方法では不可能な細部の表現を追加したのでライオネルの元の製品とは区別される。
他の大半のOスケールの製造会社とは異なり、ウィリアムズはトレインマスター・コマンド・コントロールやデジタル・コマンド・システムのような電子装置の導入には長らく消極的だった。(近年、バックマンの傘下に入ってからは積極的に導入している。)当時のこの決定は電子装置を自社開発するにはウィリアムズは会社の規模が小さい事も挙げられるが、同社の主な顧客層が近代的な装置よりも1950年代を髣髴させる"伝統的な"レイアウトを望むところが大きい。しかしながら、この決定は歴史があるにも拘らず、同様の製品を販売する(先端的な電子装置の導入に積極的な)MTHやK-Lineのような競合相手の後塵を拝する一因となっている。